# Żurawniki (województwo lubelskie)
Żurawniki – wieś w Polsce położona w województwie lubelskim, w powiecie świdnickim, w gminie Mełgiew.
W latach 1975–1998 miejscowość należała administracyjnie do województwa lubelskiego.
Wieś jest sołectwem w gminie Mełgiew. Według Narodowego Spisu Powszechnego z roku 2011 wieś liczyła 233 mieszkańców.
Wierni Kościoła rzymskokatolickiego należą do parafii św. Wita w Mełgwi.